# Pavol Biroš
Pour les articles homonymes, voir Biros (homonymie).
Pavol Biroš, né le 1er avril 1953 à Prešov et mort dans la même ville le 13 août 2020, est un joueur de football tchécoslovaque.

## Carrière
Biroš arrive au SK Slavia Prague très tard en 1972. Sa première saison est difficile car le club prend une 14e position mais le club rebondit la saison suivante en prenant une 3e place. Biroš et le Slavia n'arrivent pas à s'approcher du titre et termine 5e de la saison 1974-1975 et 3e en 1975-1976. 
Il est sélectionné pour participer à l'Euro 1976. Il rentrera lors de la finale à dix minutes du terme à la place de Ján Švehlík et remportera le titre de champion d'Europe. Tout fraichement champion d'Europe, Biroš revient au Slavia et termine une nouvelle fois 3e. La saison 1977-1978 se conclut par une 4e place et une 7e en 1978-1979.
Biroš décide de faire ses valises pour le Lokomotiva Košice et fait la saison 1979-1980 où il terminera 8e. Il annonce la fin de sa carrière après cette saison.

## Palmarès
- Champion d'Europe 1976